# Чжоу Янин
Чжоу Янин (周亚宁; род. декабрь 1957, Наньгун, Синтай, Китай) — китайский генерал-полковник (декабрь 2019), командующий Ракетными войсками НОАК с 2017 по 2022 год, член ЦК КПК 19 созыва.
Вступил в НОАК в 1976 году. В возрасте 59 лет, будучи генерал-лейтенантом (получил звание в июле 2016 года), в 2017 году накануне 19 съезда КПК стал командующим Ракетными войсками, преемник на этом посту генерал-полковника Вэя Фэнхэ. 
Первое публичное появление Чжоу в новой должности произошло на церемонии памяти генерала Xiang Shouzhi (ум. 2 сент. 2017). 
Отмечалось, что в фокусе внимания Чжоу были технологии систем вооружения.